# Mała Syrenka (film 2023)

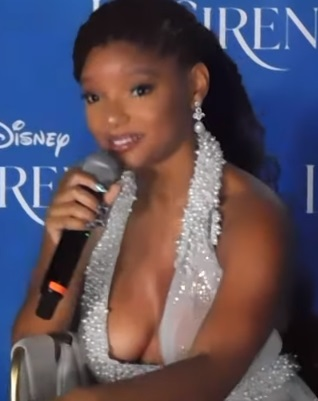
Halle Bailey

Mała syrenka (ang. The Little Mermaid) – amerykański film fantasy w reżyserii Roba Marshalla według scenariusza Davida Magee. Remake filmu animowanego z 1989 roku pod tym samym tytułem, opartego z kolei na baśni autorstwa Hansa Christiana Andersena.

## Fabuła
Księżniczka Arielka, córka władcy mórz, Trytona, marzy o tym, by odwiedzić świat ludzi na powierzchni. Jej ojciec i przyjaciele stanowczo odwodzą ją od tych myśli. Pewnego dnia syrenka ratuje z katastrofy morskiej młodego mężczyznę, księcia Eryka. Zafascynowana młodzieńcem, postanawia wbrew woli ojca udać się na ląd, by móc spędzić z księciem więcej czasu. W tym celu zawiera pakt z morską czarownicą Urszulą, która w zamian za przemianę syrenki w ludzką kobietę odbiera jej głos.

## Obsada

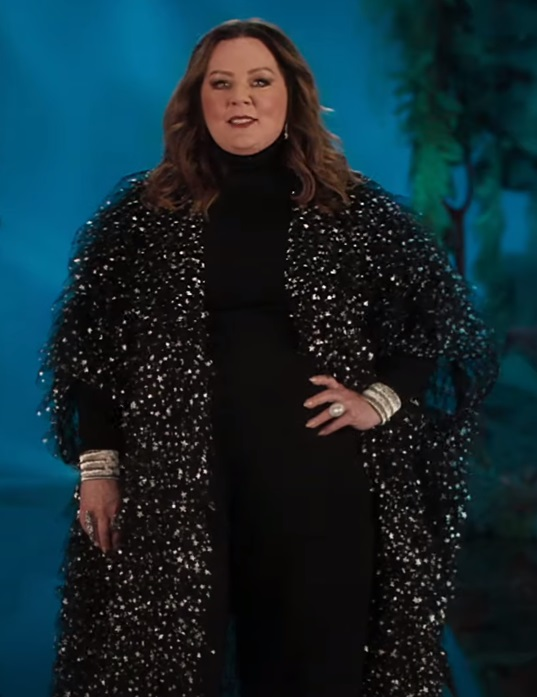
Melissa McCarthy

| Rola                        | Aktor            | Polski dubbing       |
| --------------------------- | ---------------- | -------------------- |
| Ariel                       | Halle Bailey     | Sara James           |
| Książę Eryk                 | Jonah Hauer-King | Karol Jankiewicz     |
| Urszula                     | Melissa McCarthy | Olga Szomańska       |
| Król Tryton                 | Javier Bardem    | Przemysław Bluszcz   |
| Królowa Selina, matka Eryka | Noma Dumezweni   | Anna Korcz           |
| Krab Sebastian              | Daveed Diggs     | Przemysław Glapiński |
| Ryba Florek                 | Jacob Tremblay   | Oliwier Derkacz      |
| Głuptak Blaga               | Awkwafina        | Katarzyna Dąbrowska  |

## Produkcja

### Rozwój projektu
W maju 2016 roku Walt Disney Pictures rozpoczęło prace nad aktorską adaptacją baśni Hansa Christiana Andersena Mała Syrenka. Trzy miesiące później Lin-Manuel Miranda i Marc Platt podpisali kontrakt na produkcję filmu, który został potwierdzony jako remake animowanego filmu Disneya z 1989 roku o tym samym tytule. 6 grudnia 2017 roku poinformowano, że Rob Marshall został wytypowany przez Walt Disney Company do wyreżyserowania filmu, podczas gdy Jane Goldman będzie pełnić funkcję scenarzystki.
Później w grudniu Marshall został oficjalnie zatrudniony jako reżyser filmu.

### Casting
28 czerwca 2019 roku ogłoszono, że Melissa McCarthy prowadzi rozmowy na temat roli Urszuli w filmie. 3 lipca oficjalnie ogłoszono, że Halle Bailey zagra tytułową rolę Ariel. W tym samym miesiącu do obsady dołączył Javier Bardem jako Król Tryton. 12 listopada 2019 roku Jonah Hauer-King otrzymał rolę Księcia Eryka

## Odbiór
Variety poinformowało, że oficjalny zwiastun filmu zebrał ponad 104 miliony wyświetleń.

### Reakcje krytyków
Matt Neglia z Next Best Picture wydał mieszaną opinię o filmie, ale chwalił występy Bailey, McCarthy i Diggsa. Erik Davis z Fandango Media nazwał go "jedną z lepszych adaptacji aktorskich" i pochwalił występy obsady.

### Nagrody
Film otrzymał nagrodę The Queerties w kategorii Następna Wielka Rzecz.